# 검사
|                                                                  |
| 형사소송법                                                       |
| 이념과 구조                                                      |
| 무죄 추정의 원칙 · 자백배제법칙 · 전문법칙                       |
| 증거보전청구권 · 형사보상청구권 · 독수독과이론                   |
| 실체적 진실주의 · 적정절차 · 신속한 재판의 원칙                  |
| 진술거부권 · 접견교통권 · 증거개시제도                           |
| 열람등사권 · 위법수집증거배제법칙                                |
| 법원                                                             |
| 제척 · 기피 · 회피 관할 · 이송 · 법관                            |
| 피고인과 변호인                                                  |
| 피고인 ·변호인 · 성명모용자 · 공동피고인 국선변호인 · 법정대리인 |
| 검사                                                             |
| 기소독점주의 · 검사 동일체의 원칙                                |
| 수사                                                             |
| 함정수사 · 불심검문 · 임의동행 · 동행요구 · 사법경찰관           |
| 구속                                                             |
| 구속영장 · 체포영장                                              |
| 증거법                                                           |
| 정황증거 · 전문증거 · 진술조서 · 진술서 · 실황조사서 · 검증조서  |
| 진술 · 증인                                                      |
| 재판                                                             |
| 공소장 · 공소장일본주의                                          |
| 고소 · 고발 · 고소불가분의 원칙 · 자수                           |
| 상소                                                             |
| 항소, 상고 & 비상상고                                            |
| 다른 7법 영역                                                    |
| 헌법 · 민법 · 형법                                               |
| 민사소송법 · 형사소송법 · 행정법                                 |
| 포털: 법 · 법철학 · 형사정책                                     |
| v • d • e • h                                                    |

검사(檢事, prosecutor)는 범죄자에 대하여 법원에 기소 및 공소유지를 담당한다. 일반적으로 검사는 피고인을 상대로 제기된 사건에서 국가나 정부를 대표한다.

## 대한민국의 검사
검사는 검찰권을 행사하는 단독관청이다. 수사기관이고 소추기관인 동시에 형의 집행기관이다. 검사의 주된 업무는 범죄를 수사(대통령령으로 정한 범죄에 한하여)하여 법원에 기소하는 것을 통해서 법이 올바르게 작용하도록 하는 것이다.
검사는 행정부에 소속한 행정공무원이지만 일반 공무원과는 달리 개개의 검사가 검찰권을 행사하는 국가기관(단독제의 관청)으로, 총장·검사장 또는 지청장 등의 보조기관이 아니다. 대한민국에서는 법학전문대학원(로스쿨)졸업후 변호사 자격을 취득해야만 검사가 되기 위한 지원 자격이 주어진다. 검찰청에 소속되어 있다.
대한민국의 검찰제도는 프랑스의 영향을 받았다. 대한민국의 검사는 프랑스 최고형사법원의 수사판사(Juge de l'instruction)는 한국의 검사와 유사하다. 다만 행정부 소속의 검사가 사법에 관여하느냐, 사법부 소속의 수사판사가 행정의 관여하느냐의 차이가 있을 뿐이다. 프랑스 사법부는 경찰을 지휘하며 수사를 담당하고 피의자를 기소하는 수사판사, 재판을 담당하는 합의부판사(Juez)와 기소된 피의자에 대해 공소를 유지하고 재판에 참가하는 검사(fiscal)로 구성되어있다.
대한민국 검찰 제도는 기소독점주의와 기소편의주의를 취하고 있다. 기소독점주의는 공소를 제기할 수 있는 권한을 오직 검사만이 가진다는 것이다. 기소편의주의는 검사의 재량에 따라 공소를 제기하지 않을 수 있는 권한을 부여하는 것이다.
검찰 제도상 검사동일체의 원칙은 검사가 검찰권을 행사함에 있어서 상사의 명령에 따라야 한다는 것이다. 즉, 검사는 각자 독립적으로 검찰업무를 수행한다고 하나, 실제로는 검찰총장의 지휘하에 상부의 명령에 따라 전원이 일체가 되어서 활동하는 것이다.

## 관련 법률
검사의 보수에 관한 법률 시행령
검사의 직무, 직급 및 자격, 관할
특별검사의 임명과 직무 관련 법률

### 보수
로스쿨 졸업후 변호사시험에 합격한 검사는 1호봉을, 사법연수원을 수료한 검사는 2호봉을 받는다. 호봉은 1년 9개월 이상 근무시 승급한다.
2022.10.11. 개정
- 검찰총장 865만원
- 검사17호봉 864만원
- 검사16호봉 862만원
- 검사15호봉 813만원
- 검사14호봉 764만원
- 검사13호봉 721만원
- 검사12호봉 684만원
- 검사11호봉 666만원
- 검사10호봉 645만원
- 검사9호봉  610만원
- 검사8호봉  569만원
- 검사7호봉  533만원
- 검사6호봉  499만원
- 검사5호봉  467만원
- 검사4호봉  434만원
- 검사3호봉  402만원
- 검사2호봉  371만원
- 검사1호봉  329만원

(수당제외 기본급기준)
병역의무로 군복무를 마친 자는, 그 기간을 호봉 획정에 합산한다.

### 수당
검사의보수에관한법률시행령에 따름
- 정근수당(호봉에 비례함)
- 수사지도비
- 관리업무수당
- 정액급식비
- 직급보조비
  - 검찰총장 165만원(국무총리 직급보조비 172만원보다 낮고 장관급 공무원 직급보조비 124만원 보다 높음)
  - 17호봉 검사 97만원
  - 법조경력 20년이상 검사 95만원(차관급, 치안총감, 소방총감, 중장과 동일)
  - 법조경력 10년이상 검사 75만원(1급, 고위공무원가급, 치안정감, 소방정감, 준장[군무원1급]과 동일)
  - 법조경력 10년미만 검사 50만원(3급 공무원, 경무관, 소방준감, 중령[군무원3급]과 동일)
- 명절휴가비

### 직급
- 법률상 구분 
  - 검사의 직급은 검찰총장과 검사로 구분한다(검찰청법 제6조)
  - 대검찰청 검사급(검사장급, 검찰청법 제28조)
  - 고등검찰청 검사급(지청장, 차장, 부장검사, 검찰청법 제30조)

- 내부적 구분
  - 검찰총장(장관급) 1명
  - 검사장(차관급) 51명(고검장급 9명, 지검장급 42명)
    - 대검찰청 차장검사 1명
    - 각 고등검찰청 검사장 6명
    - 법무부 차관 1명
    - 법무연수원장 1명
이상을 고등검찰청 검사장(고검장)급, 이하를 지방검찰청 검사장(지검장)급으로 분류한다.
    - 각 지방검찰청 검사장 18명
    - 대검찰청 부장검사 7명(기획조정, 반부패·강력, 형사, 공공수사, 공판송무, 과학수사, 감찰)
    - 법무부 실장, 국장, 본부장 9명(기조실장, 법무실장, 검찰국장, 범죄예방정책국장, 인권국장, 출입국외국인정책본부장, 교정본부장, 감찰관)
      - 검사를 보임하는 경우 대검검사급 검사(차관급)를 일반직을 보하는 경우 고위공무원단 소속 공무원을 보임

    - 사법연수원 부원장 1명
    - 법무연수원 부원장(기획부장) 1명
    - 각 고등검찰청 차장검사 6명[8]

  - 차장검사(1급 상당)
    - 법무부 대변인, 킥스운영단장, 정책기획단장, 대검찰청 대변인, 선임연구관
    - 각 지방검찰청 차장검사
    - 차치지청장(차장검사가 있는 대규모 지청-검사장 승진을 노리는 차장검사 배치)
    - 차치지청 차장검사(초임 차장검사 배치)
    - 부치지청장(부장검사는 있고 차장검사가 없는 중규모 지청)
    - 서울고등검찰청 부장검사
    - 각 고등검찰청 검사(차장검사 보직에 있다가 보임된 검사)

  - 부장검사(2급 상당)
    - 각 지방검찰청·지청의 부장검사
    - 비부치지청장(부장검사가 없는 소규모 지청)
    - 각 고등검찰청 검사
    - 법무부 과장, 장관정책보좌관, 부대변인
    - 대검찰청 과장, 연구관(부장검사 직에 있다가 보임된 검사)

  - 부부장검사(2급 상당)
    - 대외기관 파견시 고검검사급인 차장검사,부장검사,부부장검사를 모두 부부장검사로 발령내고 파견함(차장, 부장급 보직수 부족으로)

  - 검사(3급 상당)
  - 검사직무대리(검찰서기관, 마약수사서기관, 경력 5년이상 검찰사무관, 마약수사사무관 중에서 지명)
- 검찰청 외부 기관 검사 파견직위
  - 1급 상당 파견(차장검사급 파견)
    - 국무조정실 부패예방추친단 부단장[단장은 차관급인 국무조정실 국무1차장]
    - 국가정보원 감찰실장
    - 법무부 정책기획단장
    - 법무부 킥스운영단장
    - 법무부 대변인
    - 서울특별시 등

  - 2급 상당 파견(부장검사급 파견)
    - 타부처 장관정책보좌관, 장관법률보좌관
    - 국무조정실 부패예방추진단 국장
    - 방통위원장 법률보좌관
    - 국회 전문위원
    - 방위사업청 방위사업감독관
    - 법무부 과장 등

  - 3급 상당 파견(평검사 파견)
    - 방위사업청 감독총괄담당관(부이사관)
    - 방위사업청 감독지원담당관(부이사관)
    - 교육부장관 법무보좌관(부이사관)
    - 법무부(평검사 파견부서는 서기관 담당자보다 검사가 상위서열) 등

### 비교(공수처 검사등 대우)
- 수사처장(차관급)
- 수사처 차장(고위공무원 가급, 1급상당)
- 수사처 부장검사(고위공무원 나급, 2급상당)
- 수사처 검사(3급상당, 검사의 대우에 준함, 공수처법 제12조 제3항)
- 수사처 수사관(4~7급 상당)

### 비교(법관의 대우)
- 대법원장(3부 요인)
- 대법관(장관급)
- 고등법원 부장판사급(차관급)
  - 고등법원장
  - 사법연수원장
  - 사법정책연구원장
  - 특허법원장
  - 지방법원장
  - 가정법원장.행정법원장
  - 법원행정처 차장
  - 법원행정처 실장
  - 고등법원, 특허법원 부장판사
  - 대법원장 비서실장
  - 대법원 수석, 선임재판연구관
  - 사법연수원 수석교수
  - 사법정책연구원 수석연구위원
  - 법원도서관장
  - 대법원 양형위원회 상임위원
- 지방법원 부장판사급(1급상당)
  - 지방법원 지원장
  - 지방법원 및 지원의 부장판사
  - 고등법원 대등재판부 판사
- 고등법원 판사(2급상당)
- 판사(3급상당)

### 독자적 권한
- 기소독점권
- 영장청구권
- 수사개시권(검찰청법의 6대범죄에 한함, 공수처검사는  공수처법 개시대에범죄에 한함, 현행법상 모든범죄에 대한 수사개시권을 가진 공무원은 사법경찰관 뿐임)
- 수사지휘권(특별사법경찰관에 한함)
- 보완수사요구권
- 재수사, 송치요구권
- 수사종결권
- 증거보전, 증인신문청구권
- 감정유치청구권
- 감정처분허가청구권
- 변사체검시권
- 형집행권

### 특별검사제도 및 특별검사
- 특별검사 등의 대우
  - 특별검사(고등검사장에 준함, 차관급)
  - 특별검사보(검사장에 준함, 차관급)
  - 파견검사(특검에 검찰청검사를 파견하여 복무하게 할 수 있음)
  - 특별수사관(3~5급 상당)

대한민국의 특별검사제도는 수사 자체의 공정성을 기대할 수 없거나 수사가 공정하게 이뤄졌다고 볼 수 없을 때에 도입하는 제도이며, 수사 대상, 수사범위에는 제한이 없다. 특별검사는 특별검사법을 통해 기존의 검찰청 체계에서 독립되어 수사하는 검사를 말하며. 주로 고위 공직자의 비리나 위법 행위가 드러났을 때 임명되어 한시적으로 활동한다.

## 미국의 검사
미국은 연방국가체제로써 연방검사(U. S. Attorney)랑 지방검사(District Attorney)로 나뉜다. 지방검사는 일반적인 검사로서 각 주에서 임명하는 반면 연방검사는 미국 대통령이 임명하고 또한 임기제(4년)이다. 하지만 무제한 연임이 가능하다. 지방검사는 경찰이 수사한 것에 대한 기소권한만 지니고 있는 반면 연방검사는 수사지휘권과 기소권을 가지고 있다.

## 같이 보기
- 검찰총장
- 검찰청
- 경찰
- 판사
- 수사판사
- 대한민국의 특별검사제도
- 검사동일체의 원칙
- 사법관
- 반론의 반론